# Aeroportul Regional Vidalia
Aeroportul Regional Vidalia (IATA: VDI, ICAO: KVDI, FAA LID: VDI) este un aeroport din Vidalia⁠(d), Comitatul Toombs, Georgia, Georgia, Statele Unite ale Americii ce deservește zona Vidalia⁠(d). Aeroportul a fost tranzitat în 2019 de 6 pasageri. A fost numit după zona deservită.
Situat la o altitudine de 84 m, aeroportul dispune de 2 piste.

## Infrastructură

### Piste
Aeroportul dispune de 2 piste. Pista 07/25 are suprafața de beton și dimensiunile 6.002 picioare × 100 picioare. Pista 14/32 are suprafața de beton și dimensiunile 5.002 picioare × 75 picioare. 